# Flock (Browser)
Flock (englisch für Herde, Schar) war ein freier Webbrowser auf der Codebasis von Chromium, früher auf der Codebasis von Mozilla Firefox. Die Entwickler des Browsers bezeichneten ihn als einen „sozialen Browser“ („social browser“), was bedeutet, dass er als Soziale Software in der Lage war, die Nutzung populärer Sozialnetzdienstleistungen zu vereinfachen.
Die weitere Entwicklung des Browsers wurde zum 26. April 2011 eingestellt und das Unternehmen widmet sich zusammen mit Zynga der Spieleentwicklung.

## Versionsmerkmale
In der Version 1.0 unterschied sich Flock unter anderem in folgenden Eigenschaften von Firefox 2.0:
- Flocks personalisierte Startseite (englisch My World), auf welcher man sehen kann, ob neue Bilder bei seinen Freunden oder neue Feeds verfügbar sind.
- Offline-Lesezeichen wurden automatisch in das Konto eines delicious-Benutzers eingetragen.
- Favoriten konnten mit Tags versehen werden.
- Integration und Uploader für Flickr und Photobucket.
- Blogging-Werkzeuge

Die Version 2.0 basierte auf der Codebasis von Mozilla Firefox 3.0 und bot unter anderem folgende zusätzliche Funktionen:
- ein verbessertes Lesezeichensystem mit der Unterstützung des Online-Lesezeichendienstes ma.gnolia
- bessere Verwaltung vieler gleichzeitig angemeldeter Online-Dienste und darin vorhandener Kontakte
- ein überarbeiteter Medienbereich zur Darstellung von Bildern und Videos
- leichtere Handhabung einer großen Zahl von Feeds

Die Version 3.0 basierte nicht mehr auf Codebasis des Firefox, sondern auf Chromium. Es gab folgende Neuerungen:
- Google als Standardsuchmaschine (vorher Yahoo!)
- eine Timeline in der rechten Sidebar für Twitter, Facebook und Flickr
- Unterstützung von Listen und Merging von Kontakten aus Twitter, Facebook und YouTube

## Unterstützte Dienste
Folgende Sozialnetzdienste wurden von der Version 2.0 unterstützt:
- Webmail: AOL Mail, Google Mail & Yahoo Mail
- Online-Lesezeichen: Delicious, Digg, Magnolia
- Blogs: Blogger, Blogsome, LiveJournal, Typepad, WordPress, Xanga
- Online-Foto- und Videoportale: Flickr, Photobucket, Picasa, YouTube
- Sozialnetze: Facebook, Myspace, Piczo, Pownce, Twitter

Ab Version 3.0 wurden nur noch folgende Dienste unterstützt:
- Facebook
- Twitter
- LinkedIn
- Flickr
- YouTube
- Ein Flock-Account, der zusätzliche Funktionen bietet

## Das Unternehmen „Flock“
Bart Decrem und Geoffrey Arone gründeten das Unternehmen Round Two, die sie 2005 aber in Flock (nach ihrem Hauptprodukt) umbenannten. Der Firmensitz ist in Redwood, Kalifornien.